# Ápis
Na antiga religião egípcia Ápis (Hapi-ankh) é a personificação da Terra.
O "morto-vivo" (Osíris) encarnou num touro branco sagrado. Era o touro de Mênfis. Simbolicamente representado como um touro negro com um triângulo branco na testa e o disco do sol entre os chifres.
Seu culto está associado com Ptah.
O local onde eram enterrados os seus touros sagrados levava o nome de serapeu.
O escritor satírico Luciano de Samósata ridiculariza o culto a Ápis, comentando que quando grande deus Ápis morre, cada homem corta o seu cabelo; em seguida, através de uma eleição, um dos touros que estão no pasto é levado para o templo, pois a sua beleza superior e porte majestoso mostram que ele é mais que um touro.